# 口約束
口約束（くちやくそく）とは、契約書や借用書などの文書などに書き起こされていない、口頭だけで取り決められた約束（契約）のことである。
日本では民法第522条において「契約は、契約の内容を示してその締結を申し入れる意思表示（以下「申込み」という。）に対して相手方が承諾をしたときに成立する。」、また同2項において「契約の成立には、法令に特別の定めがある場合を除き、書面の作成その他の方式を具備することを要しない。」とあり、口約束でも契約を成立させる事は可能である。